# Мюриел Барбери
Мюриел Барбери (на френски: Muriel Barbery) е френска преподавателка по философия и писателка на бестселъри в жанра любовен роман.

## Биография
Мюриел Барбери е родена на 28 май 1969 г. в Казабланка, Мароко. Учи в лицея „Лаканал“ в Со, после от 1990 г. учи в Висшето училище за хуманитарни науки „Екол нормал“ в Париж, което завършва през 1993 г. с диплома по философия. След дипломирането си работи като преподавател по философия в Бургундския университет в Дижон, и в Института за обучение на учители в Сен Ло.
Заедно с работата си започва да пише. По настояване на съпруга си, фотографа Стефан Барбери, изпраща ръкописа на романа си в издателство „Галимар“.
Първият ѝ роман „Лакомството“ е издаден през 2000 г. Той става бестселър и е удостоен с награда за най-добра книга свързана с кулинарията.
Вторият ѝ роман „Елегантността на таралежа“ е публикуван през 2006 г. Той става бързо международен бестселър, удостоен е с редица награди, и ѝ донася световна слава. През 2009 г. романът е екранизиран във филма „Le hérisson“ (Таралежът) с участието на Жозен Баласко, Гаронс Льо Гюерми и Того Игава.
За да избяга от медийния успех и да се отдаде на страстта си към японската култура, през 2008 г. тя напуска работата си и в продължение на 2 години живее със съпруга си в Киото, Япония, а после в Амстердам, Холандия.
През 2015 г. е издаден романът ѝ „Животът на елфите“ вдъхновен от пейзажите и изкуството на Япония.
Произведенията на писателката винаги са в списъците на бестселърите и са преведени на над 30 езика по света.
Мюриел Барбери живее със семейството си в Турен.

## Произведения

### Самостоятелни романи
- 2000: Une gourmandise, éditions Gallimard, coll. „Blanche“, 2000, 145 p. ISBN 2-07-075869-9
Лакомството, изд.: „Факел експрес“, София (2015), прев. Александра Велева
- 2006: L'Élégance du hérisson, éditions Gallimard, coll. „Blanche“, 2006, 359 p. ISBN 2-07-078093-7
Елегантността на таралежа, изд.: „Факел експрес“, София (2009), прев. Галина Меламед
- 2015: La Vie des elfes, éditions Gallimard, coll. „Blanche“, 2015, 304 p. ISBN 2-07-014832-7
Животът на елфите, изд.: „Факел експрес“, София (2015), прев. Красимир Петров
- 2019: Un étrange pays, éditions Gallimard, coll. „Blanche“, 2019, 400 p. ISBN 9782072831508
- 2020: Une Rose seule, éditions Acte Sud, 2020, 158 p. ISBN 978-2-330-13922-3

### Екранизации
- 2009 Le hérisson – по „Елегантността на таралежа“